# Campeones Cup 2018
La Campeones Cup 2018 fue la primera edición de la Campeones Cup. Esta edición fue disputada por el campeón de la Major League Soccer 2017: Toronto FC y el ganador del Campeón de Campeones 2017-18: Tigres de la UANL.
Tigres UANL venció 3-1 a Toronto FC y se consagró como el primer campeón de la Campeones Cup, ganando el primero de estos títulos para México.

## Sistema de competición
La Campeones Cup 2018 será disputada por el campeón de la Copa MLS 2017: Toronto FC, que se celebró en diciembre para decidir el campeón de la temporada de la Major League Soccer, y el ganador del Campeón de Campeones 2017-18: Tigres UANL, que se celebró en julio entre los campeones de los torneos Apertura 2017 y Clausura 2018 de la Liga MX. El equipo que jugará como local será el equipo de la Major League Soccer.
La competencia durará 90 minutos, comprendiendo dos períodos de 45 minutos con un intervalo de 15 minutos entre ellos. Si el partido está empatado al final del tiempo reglamentario, pasará directamente a tiros penales.

## Información de los equipos
| Equipo      | Entrenador       | Estadio       | Ciudad                               | Patrocinador       | Kit    |
| ----------- | ---------------- | ------------- | ------------------------------------ | ------------------ | ------ |
| Toronto FC  | Greg Vanney      | BMO Field     | Toronto, Ontario                     | Banque de Montréal | Adidas |
| Tigres UANL | Ricardo Ferretti | Universitario | San Nicolás de los Garza, Nuevo León | Cemex              | Adidas |

## Partido

### Toronto FC-Tigres UANL
| 19 de septiembre de 2018, 19:38 (UTC-5)        | Toronto FC | 1:3 (0:1) | Tigres UANL                   | BMO Field, Toronto                                          |                                                             |
|                                                | Janson 85' | Reporte   | Dueñas 36' 63' · Zavaleta 65' | Asistencia: 14 823 espectadores Árbitro(s): Ricardo Montero | Asistencia: 14 823 espectadores Árbitro(s): Ricardo Montero |
| Tigres Campeón de la Campeones Cup 2018 (3:1). |            |           |                               |                                                             |                                                             |

#### Ficha
| 25    | POR   | Alex Bono            |     |
| 9     | DEF   | Gregory van der Wiel | 65' |
| 15    | DEF   | Eriq Zavaleta        |     |
| 4     | DEF   | Michael Bradley      |     |
| 6     | DEF   | Nick Hagglund        |     |
| 2     | DEF   | Justin Morrow        |     |
| 14    | MED   | Jay Chapman          |     |
| 18    | MED   | Marco Delgado        |     |
| 21    | MED   | Jonathan Osorio      |     |
| 17    | DEL   | Jozy Altidore        | 56' |
| 10    | DEL   | Sebastian Giovinco   | 40' |
| D. T. | D. T. | Greg Vanney          |     |

| 1     | POR   | Nahuel Guzmán       |     |
| 28    | DEF   | Luis Rodríguez      |     |
| 4     | DEF   | Hugo Ayala          |     |
| 3     | DEF   | Juninho             |     |
| 6     | DEF   | Jorge Torres Nilo   |     |
| 29    | DEF   | Jesús Dueñas        |     |
| 5     | MED   | Rafael Carioca      |     |
| 19    | MED   | Guido Pizarro       | 83' |
| 8     | MED   | Lucas Zelarayán     | 87' |
| 9     | DEL   | Eduardo Vargas      | 63' |
| 10    | DEL   | André-Pierre Gignac |     |
| D. T. | D. T. | Ricardo Ferretti    |     |

| 16 | DEL | Lucas Janson     | 40' |
| 87 | DEL | Tosaint Ricketts | 56' |
| 96 | DEF | Auro             | 65' |

| 13 | DEL | Enner Valencia | 63' |
| 25 | MED | Jürgen Damm    | 83' |
| 18 | DEL | Ismael Sosa    | 87' |

| 85' | Lucas Janson | 1:3 |

| 36' · 63' · 65' | Jesús Dueñas Eriq Zavaleta | 0:1 0:2 0:3 |

| Principal  | Ricardo Montero  |
| Asistentes | Juan Carlos Mora |
|            | Octavio Jara     |
| Cuarto     | Henry Bejarano   |

|                    |     |     |
| Tiros              | 15  | 8   |
| Tiros a puerta     | 4   | 3   |
| Faltas             | 14  | 11  |
| Saques de esquina  | 6   | 1   |
| Penaltis           | 1   | 0   |
| Fueras de juego    | 0   | 2   |
| Posesión del balón | 48% | 52% |

| Alineación inicial |

| 25    | POR   | Alex Bono            |     |
| 9     | DEF   | Gregory van der Wiel | 65' |
| 15    | DEF   | Eriq Zavaleta        |     |
| 4     | DEF   | Michael Bradley      |     |
| 6     | DEF   | Nick Hagglund        |     |
| 2     | DEF   | Justin Morrow        |     |
| 14    | MED   | Jay Chapman          |     |
| 18    | MED   | Marco Delgado        |     |
| 21    | MED   | Jonathan Osorio      |     |
| 17    | DEL   | Jozy Altidore        | 56' |
| 10    | DEL   | Sebastian Giovinco   | 40' |
| D. T. | D. T. | Greg Vanney          |     |

| 1     | POR   | Nahuel Guzmán       |     |
| 28    | DEF   | Luis Rodríguez      |     |
| 4     | DEF   | Hugo Ayala          |     |
| 3     | DEF   | Juninho             |     |
| 6     | DEF   | Jorge Torres Nilo   |     |
| 29    | DEF   | Jesús Dueñas        |     |
| 5     | MED   | Rafael Carioca      |     |
| 19    | MED   | Guido Pizarro       | 83' |
| 8     | MED   | Lucas Zelarayán     | 87' |
| 9     | DEL   | Eduardo Vargas      | 63' |
| 10    | DEL   | André-Pierre Gignac |     |
| D. T. | D. T. | Ricardo Ferretti    |     |

| 16 | DEL | Lucas Janson     | 40' |
| 87 | DEL | Tosaint Ricketts | 56' |
| 96 | DEF | Auro             | 65' |

| 13 | DEL | Enner Valencia | 63' |
| 25 | MED | Jürgen Damm    | 83' |
| 18 | DEL | Ismael Sosa    | 87' |

| 85' | Lucas Janson | 1:3 |

| 36' · 63' · 65' | Jesús Dueñas Eriq Zavaleta | 0:1 0:2 0:3 |

| Principal  | Ricardo Montero  |
| Asistentes | Juan Carlos Mora |
|            | Octavio Jara     |
| Cuarto     | Henry Bejarano   |

|                    |     |     |
| Tiros              | 15  | 8   |
| Tiros a puerta     | 4   | 3   |
| Faltas             | 14  | 11  |
| Saques de esquina  | 6   | 1   |
| Penaltis           | 1   | 0   |
| Fueras de juego    | 0   | 2   |
| Posesión del balón | 48% | 52% |

| Alineación inicial |

| 25    | POR   | Alex Bono            |     |
| 9     | DEF   | Gregory van der Wiel | 65' |
| 15    | DEF   | Eriq Zavaleta        |     |
| 4     | DEF   | Michael Bradley      |     |
| 6     | DEF   | Nick Hagglund        |     |
| 2     | DEF   | Justin Morrow        |     |
| 14    | MED   | Jay Chapman          |     |
| 18    | MED   | Marco Delgado        |     |
| 21    | MED   | Jonathan Osorio      |     |
| 17    | DEL   | Jozy Altidore        | 56' |
| 10    | DEL   | Sebastian Giovinco   | 40' |
| D. T. | D. T. | Greg Vanney          |     |

| 1     | POR   | Nahuel Guzmán       |     |
| 28    | DEF   | Luis Rodríguez      |     |
| 4     | DEF   | Hugo Ayala          |     |
| 3     | DEF   | Juninho             |     |
| 6     | DEF   | Jorge Torres Nilo   |     |
| 29    | DEF   | Jesús Dueñas        |     |
| 5     | MED   | Rafael Carioca      |     |
| 19    | MED   | Guido Pizarro       | 83' |
| 8     | MED   | Lucas Zelarayán     | 87' |
| 9     | DEL   | Eduardo Vargas      | 63' |
| 10    | DEL   | André-Pierre Gignac |     |
| D. T. | D. T. | Ricardo Ferretti    |     |

| 16 | DEL | Lucas Janson     | 40' |
| 87 | DEL | Tosaint Ricketts | 56' |
| 96 | DEF | Auro             | 65' |

| 13 | DEL | Enner Valencia | 63' |
| 25 | MED | Jürgen Damm    | 83' |
| 18 | DEL | Ismael Sosa    | 87' |

| 85' | Lucas Janson | 1:3 |

| 36' · 63' · 65' | Jesús Dueñas Eriq Zavaleta | 0:1 0:2 0:3 |

| Principal  | Ricardo Montero  |
| Asistentes | Juan Carlos Mora |
|            | Octavio Jara     |
| Cuarto     | Henry Bejarano   |

|                    |     |     |
| Tiros              | 15  | 8   |
| Tiros a puerta     | 4   | 3   |
| Faltas             | 14  | 11  |
| Saques de esquina  | 6   | 1   |
| Penaltis           | 1   | 0   |
| Fueras de juego    | 0   | 2   |
| Posesión del balón | 48% | 52% |

| Alineación inicial |

| 25    | POR   | Alex Bono            |     |
| 9     | DEF   | Gregory van der Wiel | 65' |
| 15    | DEF   | Eriq Zavaleta        |     |
| 4     | DEF   | Michael Bradley      |     |
| 6     | DEF   | Nick Hagglund        |     |
| 2     | DEF   | Justin Morrow        |     |
| 14    | MED   | Jay Chapman          |     |
| 18    | MED   | Marco Delgado        |     |
| 21    | MED   | Jonathan Osorio      |     |
| 17    | DEL   | Jozy Altidore        | 56' |
| 10    | DEL   | Sebastian Giovinco   | 40' |
| D. T. | D. T. | Greg Vanney          |     |

| 1     | POR   | Nahuel Guzmán       |     |
| 28    | DEF   | Luis Rodríguez      |     |
| 4     | DEF   | Hugo Ayala          |     |
| 3     | DEF   | Juninho             |     |
| 6     | DEF   | Jorge Torres Nilo   |     |
| 29    | DEF   | Jesús Dueñas        |     |
| 5     | MED   | Rafael Carioca      |     |
| 19    | MED   | Guido Pizarro       | 83' |
| 8     | MED   | Lucas Zelarayán     | 87' |
| 9     | DEL   | Eduardo Vargas      | 63' |
| 10    | DEL   | André-Pierre Gignac |     |
| D. T. | D. T. | Ricardo Ferretti    |     |

| 16 | DEL | Lucas Janson     | 40' |
| 87 | DEL | Tosaint Ricketts | 56' |
| 96 | DEF | Auro             | 65' |

| 13 | DEL | Enner Valencia | 63' |
| 25 | MED | Jürgen Damm    | 83' |
| 18 | DEL | Ismael Sosa    | 87' |

| 85' | Lucas Janson | 1:3 |

| 36' · 63' · 65' | Jesús Dueñas Eriq Zavaleta | 0:1 0:2 0:3 |

| Principal  | Ricardo Montero  |
| Asistentes | Juan Carlos Mora |
|            | Octavio Jara     |
| Cuarto     | Henry Bejarano   |

|                    |     |     |
| Tiros              | 15  | 8   |
| Tiros a puerta     | 4   | 3   |
| Faltas             | 14  | 11  |
| Saques de esquina  | 6   | 1   |
| Penaltis           | 1   | 0   |
| Fueras de juego    | 0   | 2   |
| Posesión del balón | 48% | 52% |

| Alineación inicial |

|                                              |
| Campeón de la Campeones Cup 2018 Tigres UANL |
| 1° Título                                    |